# 蒙茹瓦圣马丹
蒙茹瓦圣马丹（法語：Montjoie-Saint-Martin，法語發音：[mɔ̃ʒwa sɛ̃ maʁtɛ̃]）是法国芒什省的一个市镇，属于阿夫朗什区。

## 地理
蒙茹瓦圣马丹（48°31'56"N, 1°17'28"W）面积7.49 平方千米，位于法国诺曼底大区芒什省，该省份为法国西北部沿海省份，西、北、东北三面环大西洋，东起顺时针与卡爾瓦多斯省、奧恩省、马耶讷省和伊勒-维莱讷省接壤。
与蒙茹瓦圣马丹接壤的市镇（或旧市镇、城区）包括：圣欧班德泰尔加特、勒费雷、圣乔治德兰唐博、圣瑟涅德伯夫龙、圣雅姆。

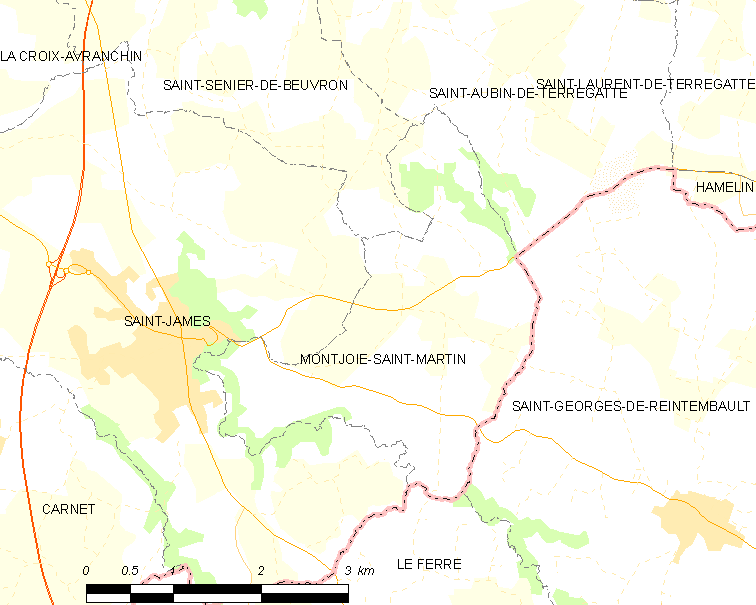
蒙茹瓦圣马丹的OSM定位图

蒙茹瓦圣马丹的时区为UTC+01:00、UTC+02:00（夏令时）。

## 行政
蒙茹瓦圣马丹的邮政编码为50240，INSEE市镇编码为50347。

## 政治
蒙茹瓦圣马丹所属的省级选区为圣伊莱尔迪阿库埃县。

## 人口

1962-2008年间蒙茹瓦圣马丹人口变化图示

蒙茹瓦圣马丹于2022年1月1日时的人口数量为250人。